# Peltastes (género)
Peltastes (género) é um género botânico pertencente à família Apocynaceae.

## Espécies
- Peltastes anomalus
- Peltastes colombianus
- Peltastes conflictivus
- Peltastes giganteus
- Peltastes isthmicus
- Peltastes macrocalyx
- Peltastes peltatus
- Peltastes peruvianus
- Peltastes pulcher
- Peltastes venustus